# جبانوف (ناحیه وستی ناد اورلیتسی)
جبانوف (به چکی: Džbánov) یک منطقهٔ مسکونی در جمهوری چک است که در ناحیه اوستی ناد اورلیتسی واقع شده‌است. جبانوف ۶٫۵۹ کیلومتر مربع مساحت و ۳۱۱ نفر جمعیت دارد و ۲۹۴ متر بالاتر از سطح دریا واقع شده‌است.